# Seyyedāl
Seyyedāl (persiska: سيدال, Seydāl) är en ort i Iran.   Den ligger i provinsen Khorasan, i den östra delen av landet, 900 km sydost om huvudstaden Teheran. Seyyedāl ligger 1 849 meter över havet och antalet invånare är 602.
Terrängen runt Seyyedāl är huvudsakligen kuperad, men åt sydväst är den platt. Trakten runt Seyyedāl är nära nog obefolkad, med mindre än två invånare per kvadratkilometer. Seyyedāl är det största samhället i trakten. Trakten runt Seyyedāl är ofruktbar med lite eller ingen växtlighet.